# Ивнинг Шејд (Оклахома)
Ивнинг Шејд (енгл. Evening Shade) насељено је место без административног статуса у америчкој савезној држави Оклахома.

## Демографија
По попису из 2010. године број становника је 359, што је 82 (-18,6%) становника мање него 2000. године.
| Група             | 2000.       | 2010.       |
| Белци             | 265 (60,1%) | 224 (62,4%) |
| Афроамериканци    | 0 (0,0%)    | 0 (0,0%)    |
| Азијати           | 0 (0,0%)    | 0 (0,0%)    |
| Хиспаноамериканци | 0 (0,0%)    | 3 (0,8%)    |
| Укупно            | 441         | 359         |